# Tillandsia juncea
Tillandsia juncea är en gräsväxtart som först beskrevs av Hipólito Ruiz López och Pav., och fick sitt nu gällande namn av Jean Louis Marie Poiret. Tillandsia juncea ingår i släktet Tillandsia och familjen Bromeliaceae. Inga underarter finns listade i Catalogue of Life.